# Mur à thangka

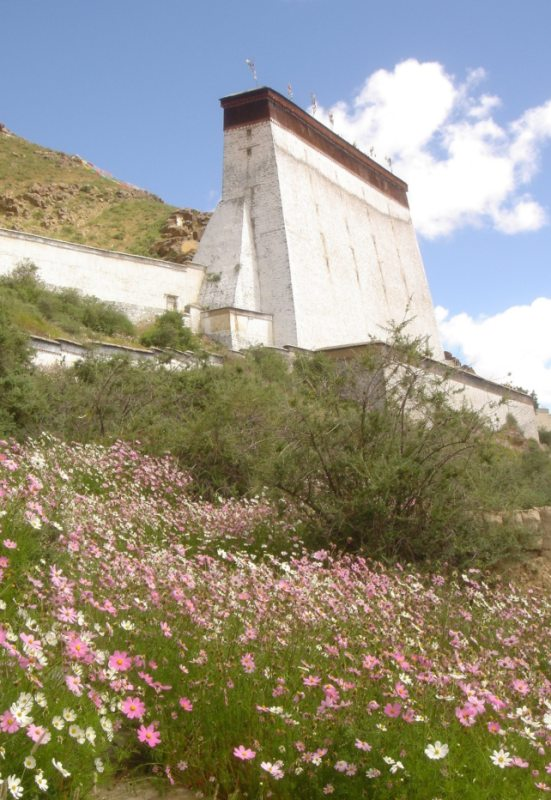
Mur à thangka géant du monastère de Tashilhunpo à Shigatsé.

Un mur à thangka (tibétain : göku tramsa ; chinois : 晒佛台 ; pinyin : shàifótái ; litt. « support d'exposition du Bouddha ») est, dans certains grands monastères tibétains, une haute et étroite construction en maçonnerie de pierre, de plan rectangulaire et en forme d'écran, bâtie à flanc de colline et en position dominante, pour servir à la suspension et à l'exposition, en plein air, de thangkas monumentaux en soie fabriqués selon la technique de l'appliqué, comme lors de la fête de l'exposition du grand thangka du Bouddha au monastère de Tashilhunpo à Shigatsé ou de la fête de l'anniversaire de Bouddha (Saga Dawa) au monastère de Palcho à Gyantsé. Des structures similaires se rencontrent dans l'aire d'extension du bouddhisme vajrayāna.

## Appellations
À Tashilhunpo, le mur a pour noms « kugopea » (Samuel Turner, 1800), « gö-ku-pea » (Laurence Austin Waddell, 1895), « gos-sku-spe'u » (Michael Aris, 1982), c'est-à-dire « cloth-image tower » / « tour à image en tissu », pea ou spe'u signifiant « tour », ou encore « kiku-tamsa » (Laurence Austin Waddell, 1895, Sarat Chandras Das, 1902), c'est-à-dire « support d'image en tissu », kiku étant la prononciation de goku.
À Palcho, le nom est « goku tramsa » (selon The Tibet Album, 2006), ou « gos sku thang sa » (Michael Henss, 2011), tramsa / thang sa signifiant « support », et goku / kiku « image en tissu »,,.
Dans les écrits de langue anglaise concernant ce type de bâtiment, on parle généralement de « thangka wall » (« mur à thangka ») (Andreas Gruschke, 2001 ; The Tibet Album, 2006 ; Diane Lange, 2016 ; Michael Henss, 2011 ; Tibet, Lonely Planet, 2015) ou parfois de « support wall » (« mur de support ») (Tibet, Lonely Planet, 2015) ou encore de « display wall » (« mur d'exposition ») (Ronald M. Bernier, 1997), l'emploi de « wall » (« mur ») étant métonymique (la partie remplace le tout). Dans Tibet. Le Guide du Pèlerin de Victor Chan, traduit de l'anglais (1998), on trouve « mur à thangka » (p. 910), mais aussi « tour du gheku » (p. 457).
Le zoologue allemand Ernst Schäfer, séjournant au Tibet en 1938-1939, donne le nom de « große Tangamauer » (« grand mur à thangka ») au support de thangkas géants du monastère de Tashilhunpo ainsi qu'à celui du monastère de Palcho.

## Fonctions et morphologie
Un mur à thangka sert à la suspension et à l'exposition de thangkas géants, ou monumentaux, dans certains grands monastères du bouddhisme tibétain,,,,. Il se présente sous la forme d'un bâtiment de plan rectangulaire, long, étroit et haut, plat au sommet, à la face avant présentant un fruit prononcé et à la face arrière verticale. Implanté sur un versant de colline de façon à dominer l'ensemble monastique et à être vu de loin, le mur à thanka est précédé d'une terrasse destinée à la manœuvre et aux fidèles,. 
Il est utilisé principalement lors de fêtes de l'exposition du Bouddha (晒佛节) dans la région autonome du Tibet. Ces fêtes se déroulent à des dates différentes selon les lieux : au début du deuxième mois, dans la seconde décade du quatrième mois ou du sixième mois du calendrier tibétain, également pendant la fête de Shoton. Lors de cette dernière, il y a généralement du spectacle vivant tibétain.

## Monastères disposant d'un mur à thangka
Des murs à thangka géant sont visibles dans quatre grands monastères : Séra (Lhassa), Palcho (Gyantsé), Tashilhunpo (Shigatsé) et Riwo Dechen (Qonggyai). Le monastère de Drépoung, quant à lui, n'a jamais eu de mur à thangka, se contentant d'un versant de colline spécialement aménagé à l'ouest du monastère.  

### Monastère de Séra
Près de l'ermitage de Chöding, lieu de retraite de Tsongkhapa avant la construction du monastère de Séra, se dresse un mur, nouvellement construit, destiné à suspendre un thangka géant représentant le bouddha lors de la fête du Shoton qui a lieu au mois d'août,,.

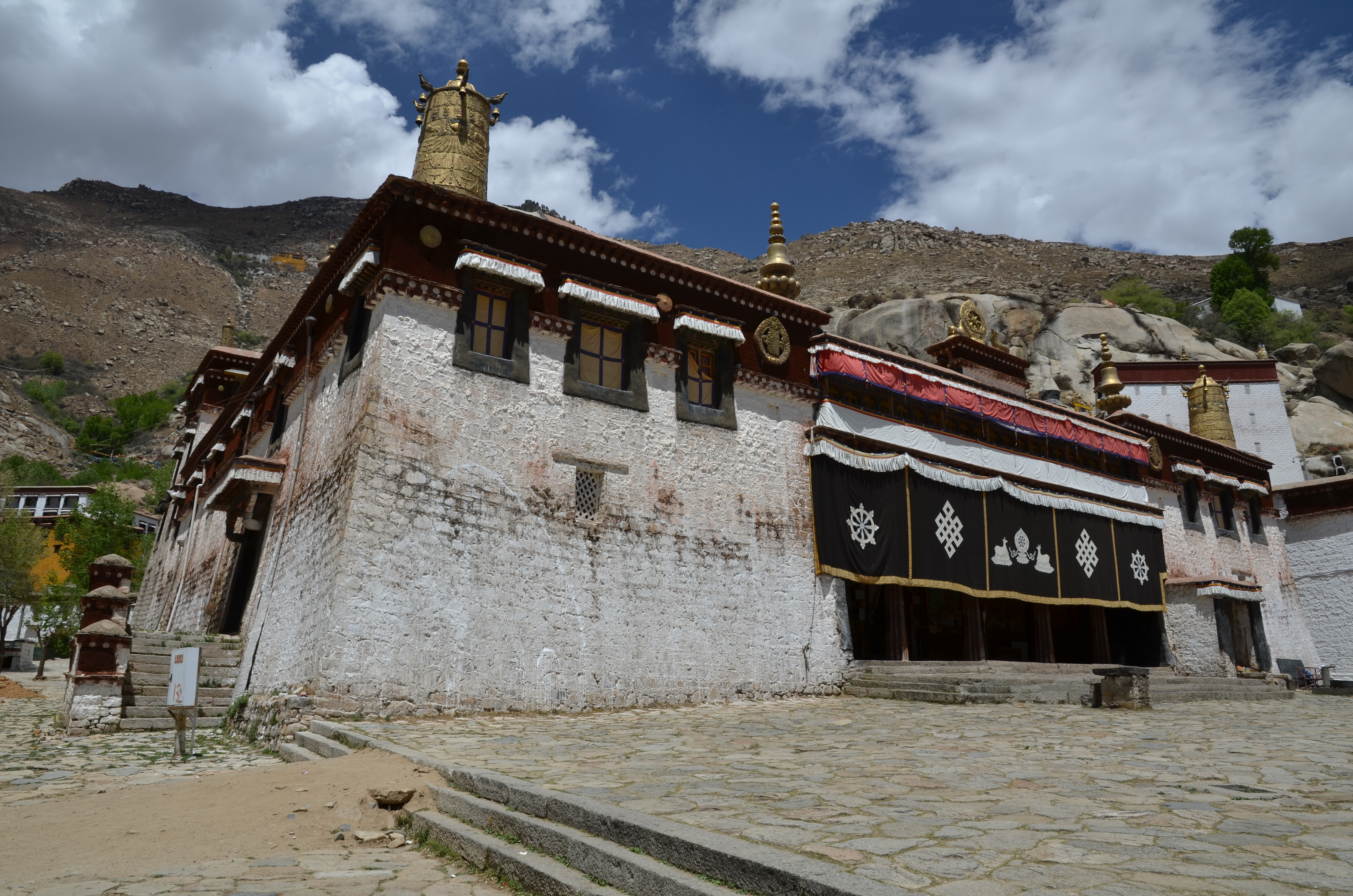
Aperçu du mur à thangka du monastère de Séra, derrière le bâtiment, à droite, en 2011

### Monastère de Palcho
Le mur à thangka, dit « goku tramsa », du monastère de Palcho (ou Pelkor Chode), à Gyantsé, se dresse, massif et austère, en haut d'un versant, dans l'angle nord-est de l'enceinte monastique (Victor Chan donne au bâtiment-mur le nom de « tour du gheku »). Lors de la fête de Gyantsé, qui se déroule pendant le 4e mois de l'année tibétaine, il sert, une année sur deux, à suspendre un thangka monumental (goku ou gheku), conservé dans un sac en cuir dans la chapelle de Dorje Ying et ayant pour sujet principal Sakyamuni. Il alterne, l'année suivante, avec le gos sku de Maitreya. Un troisième thangka, celui de Dipankara, n'est plus exposé en raison de son état. 

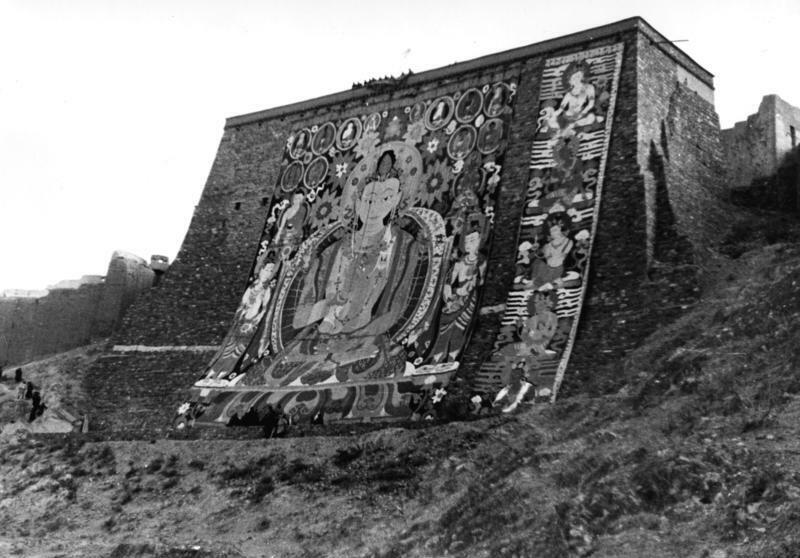
Thangkas central et latéral déployés sur le mur à thangka en 1938.
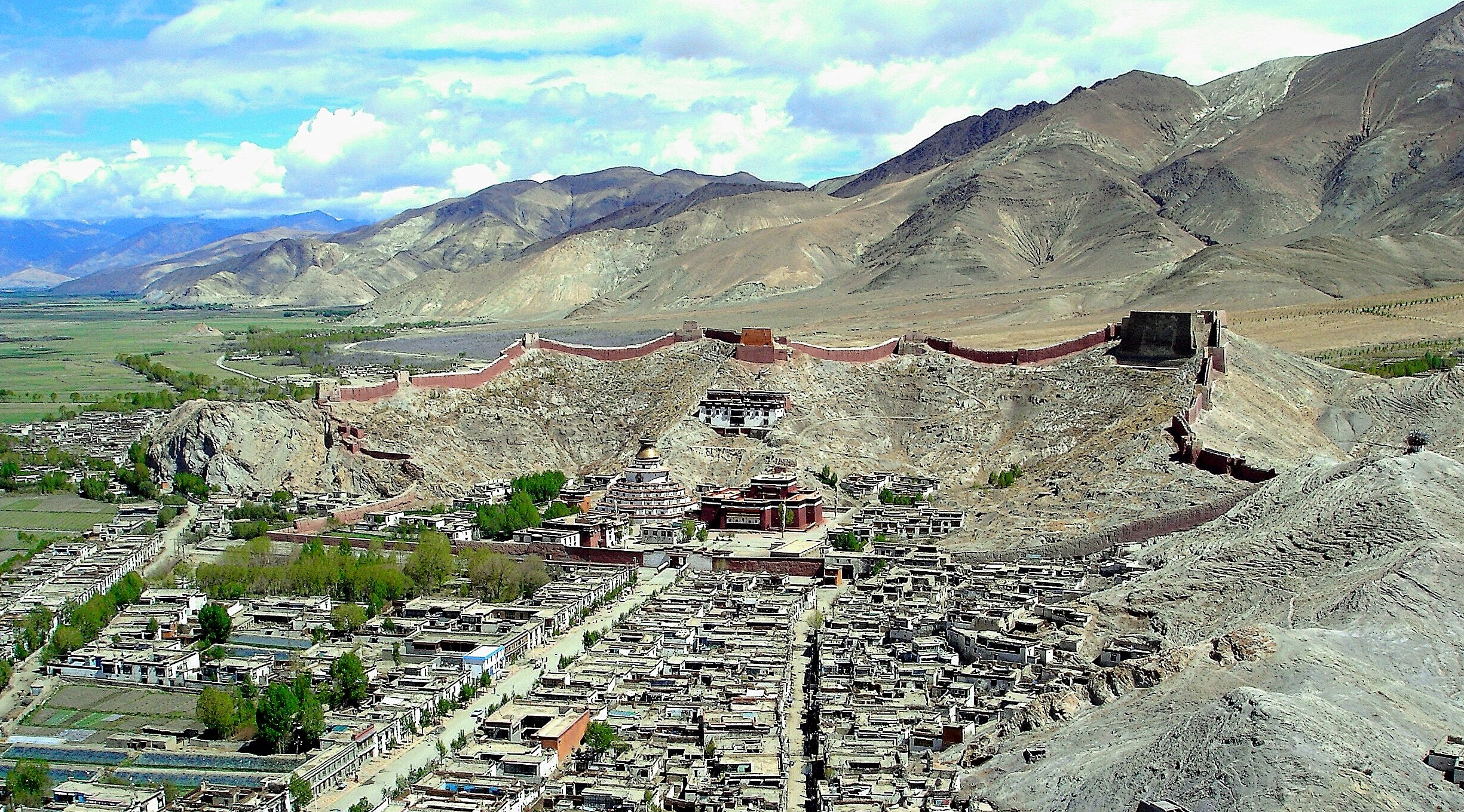
L'édifice dans l'angle supérieur de droite de l'enceinte en 2006.
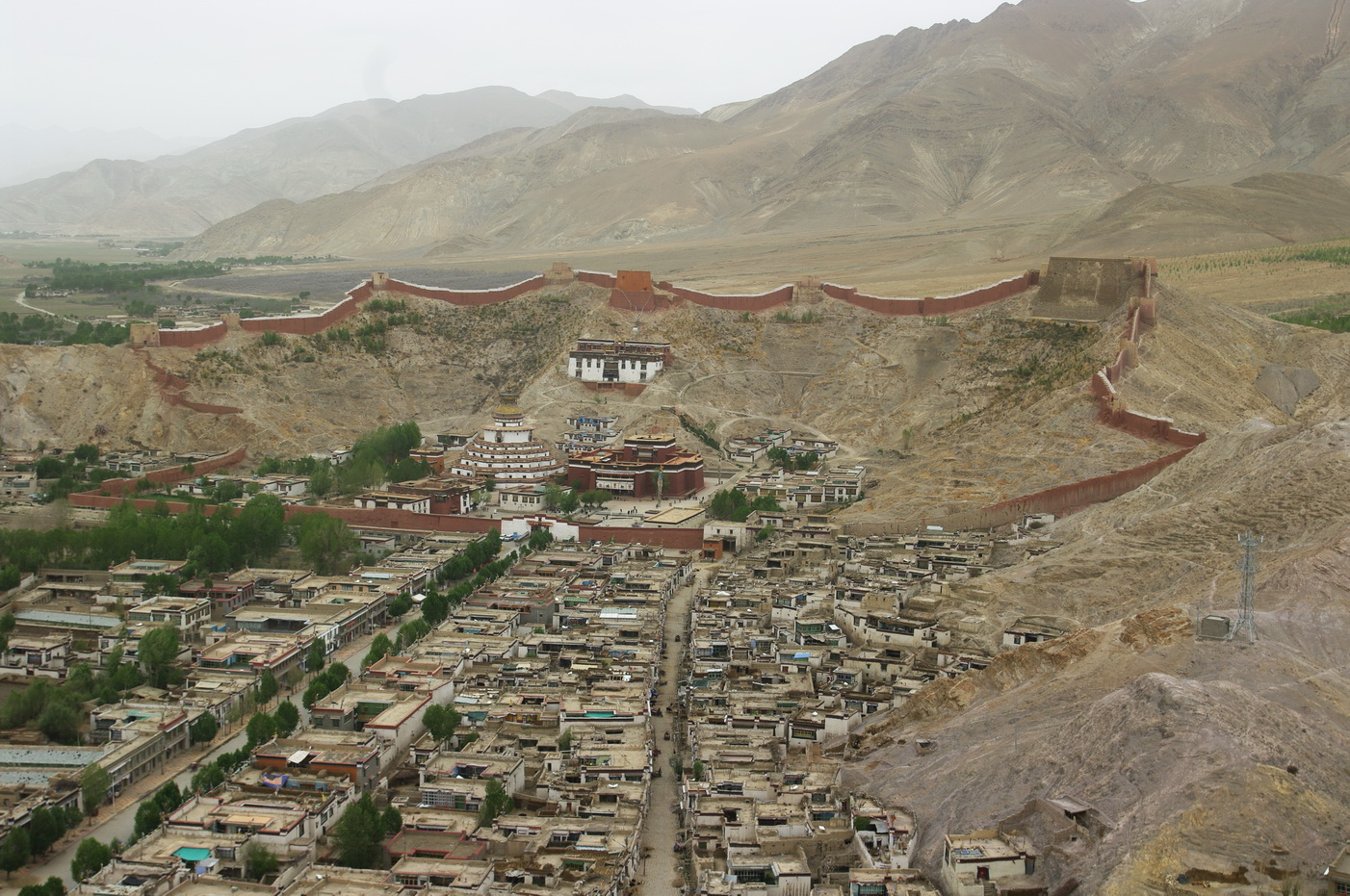
Idem en 2010.
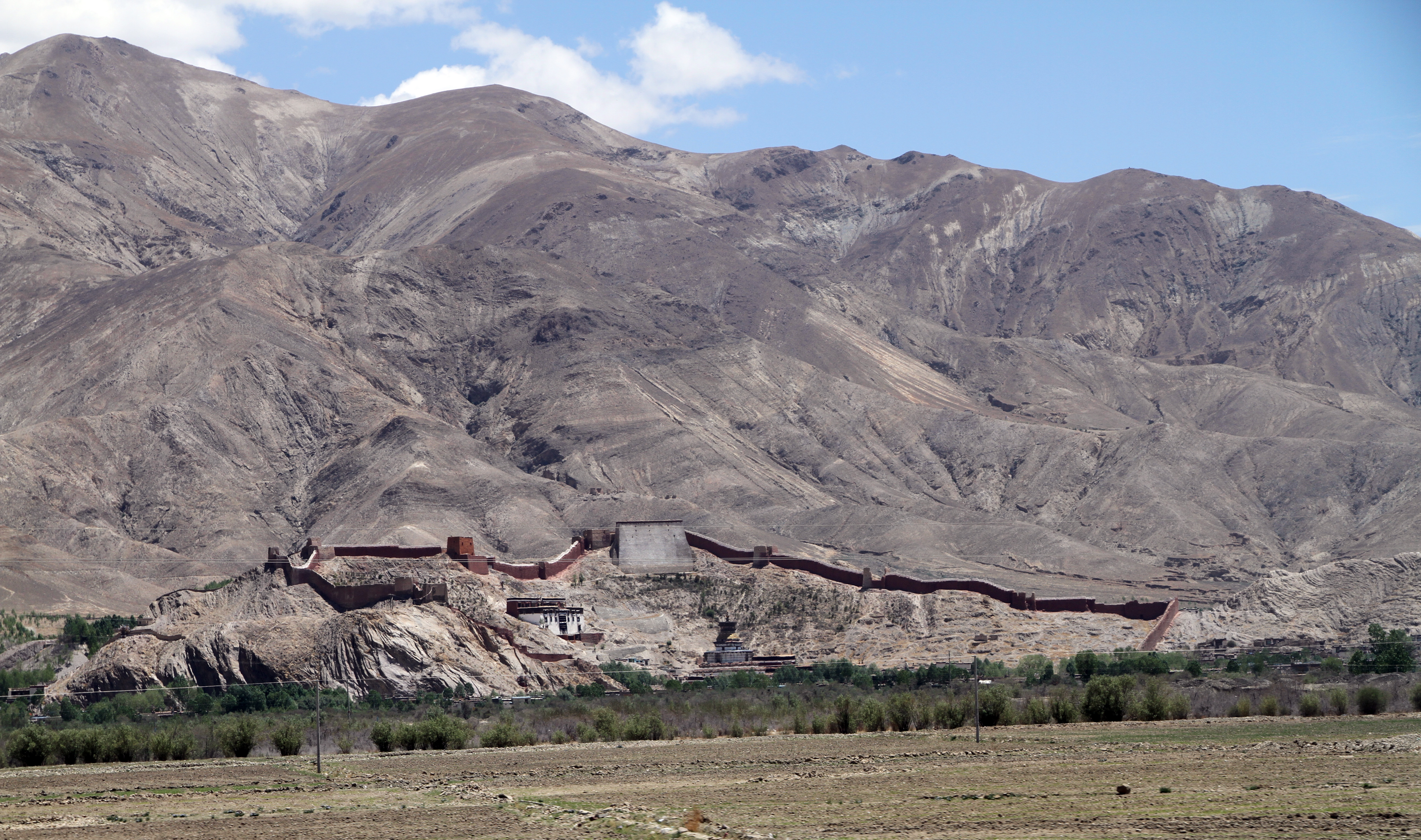
En 2014

Dans ses mémoires, l'explorateur américain, F. Bailey Vanderhoef, Jr., qui séjourna à Gyantsé en 1938 pour y photographier les danses exécutées par les moines lors des festivités annuelles, rapporte que le « pylône » (pylon en anglais), ainsi qu'il qualifie la structure, servait à l'origine également de « grenier à grain »   (granary).

### Monastère de Tashilhunpo

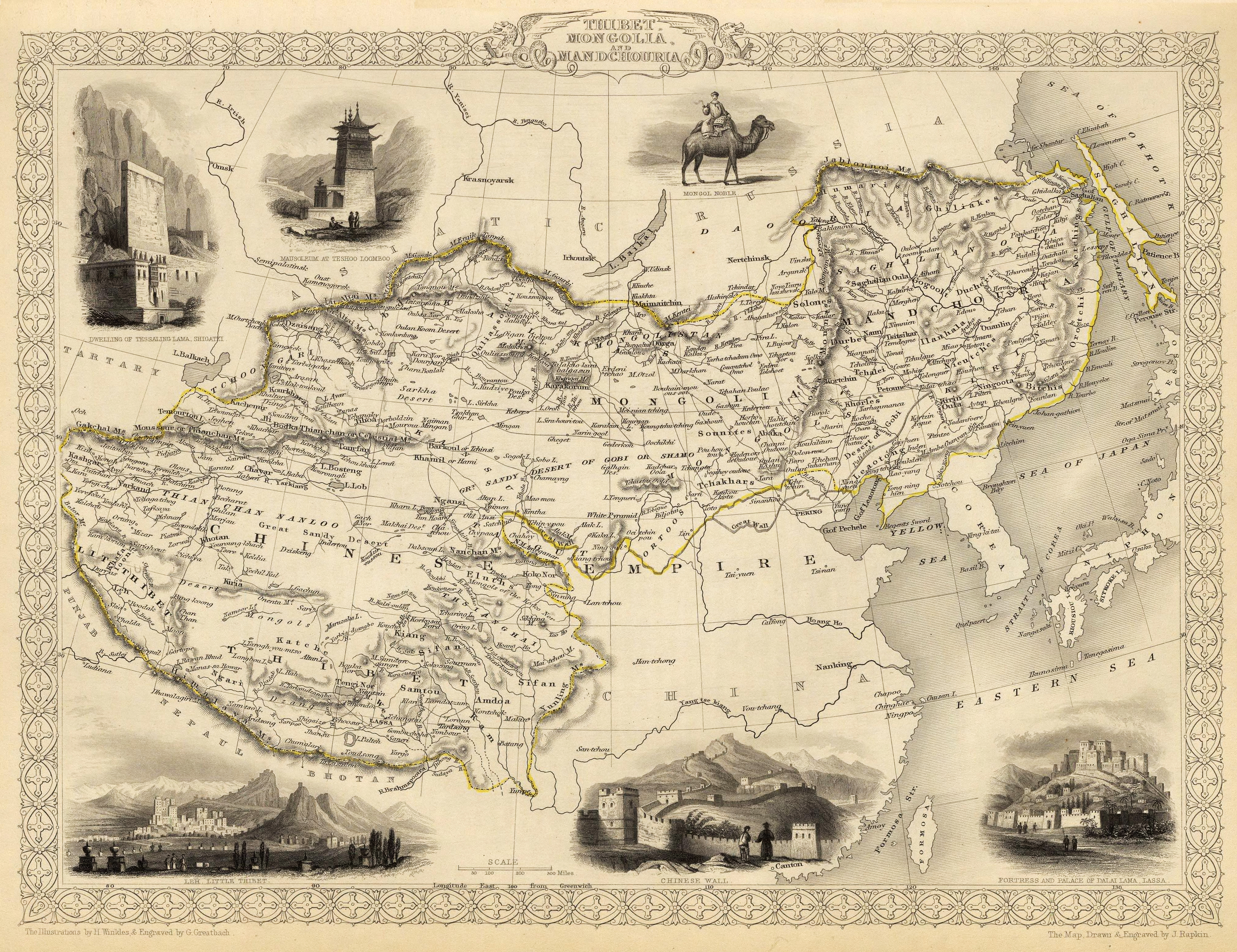
Représentation du mur à thangka sur une carte de l'Empire chinois de 1851 faite par John Tallis (angle supérieur gauche).

Le mur à thangka du monastère de Tashilhunpo (Shigatsé) est, selon Samuel Turner qui en publie la description en 1800, un bâtiment haut et large mais étroit situé à l'extrême nord-est du complexe monastique et répondant au nom de « kugopea ». Il contient, à ce qu'on lui a rapporté, les portraits des grands lamas ainsi que d'autres sujets sacrés relevant de la mythologie bouddhiste; il est affecté à la pratique de certains rites lors de festivités religieuses.
Un siècle plus tard, Laurence Austine Waddell décrit le même édifice, dénommé « gö-ku-pea » (qu'il traduit par The Stored Silken Pictures) car il servait à suspendre, lors de certaines fêtes, des tapisseries de soie gigantesques représentant Maitreya et autres divinités bouddhistes. Les fidèles appelaient le bâtiment « kiku-tamsa ». Il servait aussi d'entrepôt pour les carcasses séchées de moutons, chèvres et yaks réservées à la nourriture des moines. L'esplanade devant la structure accueillait la foule lors de l'exposition des thangkas monumentaux en juin et en novembre,,. Le thangka déployé atteint les 40 mètres de longueur.
À la même époque, Sarat Chandra Das, qui s'est rendu au pied de l'édifice, lui donne alors plus de 200 ans d'âge et 60 pas de longueur et 30 pas de largeur, dénombre neuf étages, mentionne « kiku tamsa » comme désignation, signale son usage comme chambre froide et note que Turner en a fait un croquis en 1785 et a cru qu'il s'agissait d'un bâtiment religieux. 
Un détail de la carte panoramique du Tibet méridional faisant partie de ce qu'il est convenu d'appeler la collection Wise, restitue le monastère de Tashilhunpo tel qu'il était  au milieu du XIXe siècle avec son grand mur à thangka, les mausolées des quatre panchen lamas et le jardin Kiki Naga.
En 1986, l'alpiniste français Yvon Denard, visitant le monastère, suit, sur les pentes du mont Dromari, le chemin, ou kora, faisant le tour du complexe, et voit de près « l'immense mur blanc qui sert, en principe, une fois par an, à exposer le "thanka" géant, étoffe peinte à l'effigie du Bouddha. ».

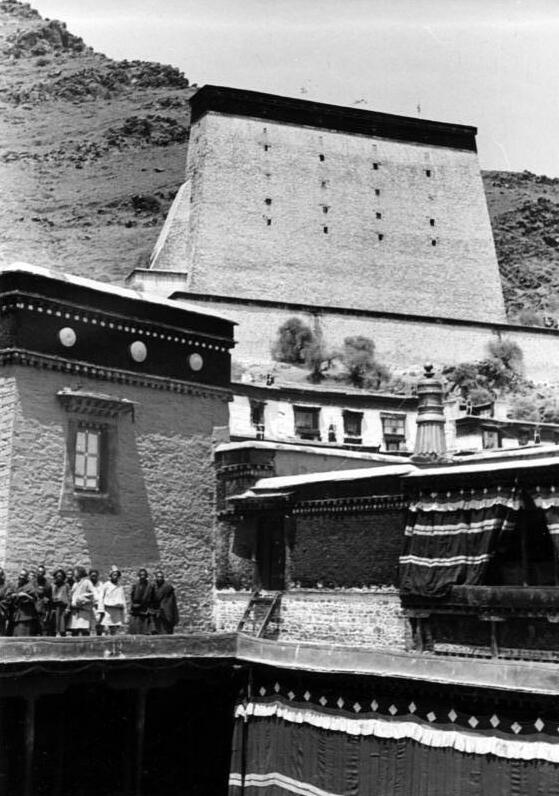
Große Tangamauer (« grand mur à thangka ») (Ernst Schäfer, 1938).
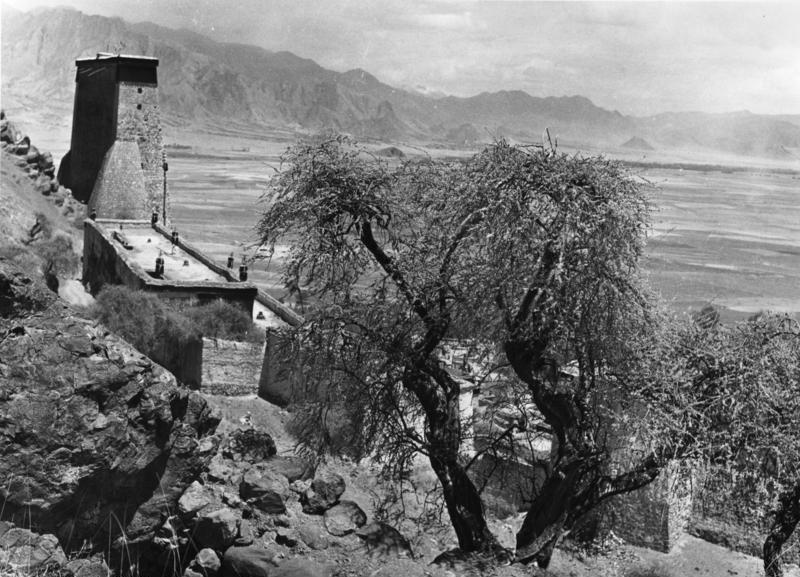
Vue latérale arrière du mur avec ses deux contreforts (Ernst Krause, 1938).
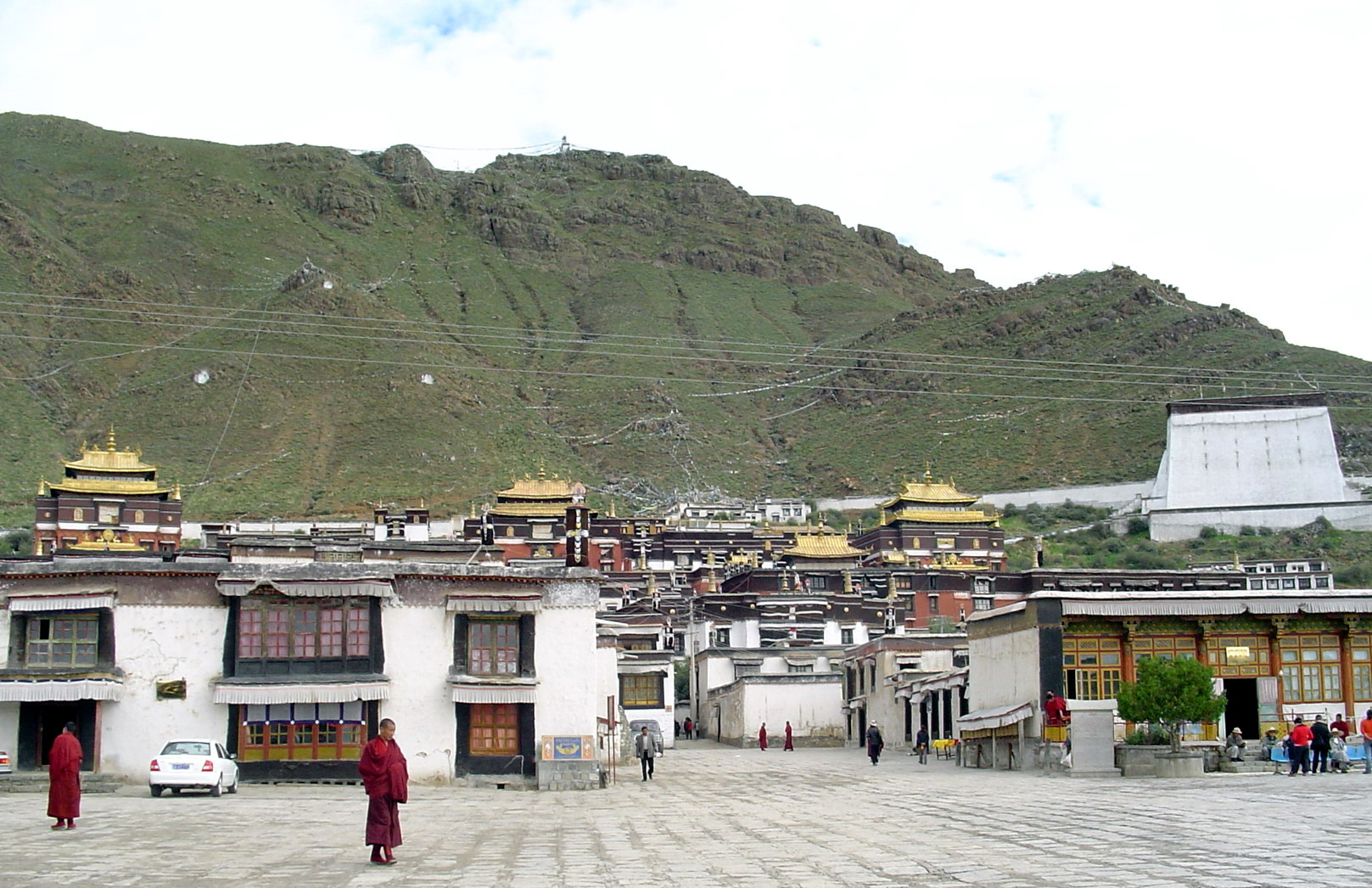
Vue du monastère avec son mur sur la droite, prise depuis l'esplanade antérieure en 2005.
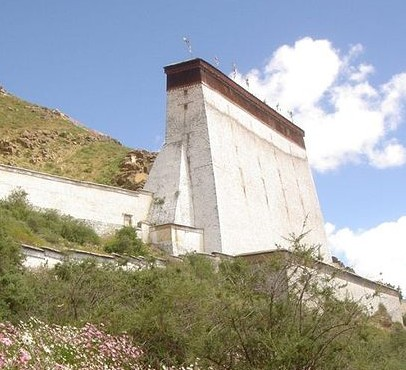
Vue latérale avant du mur avec son contrefort et sa terrasse en 2005.
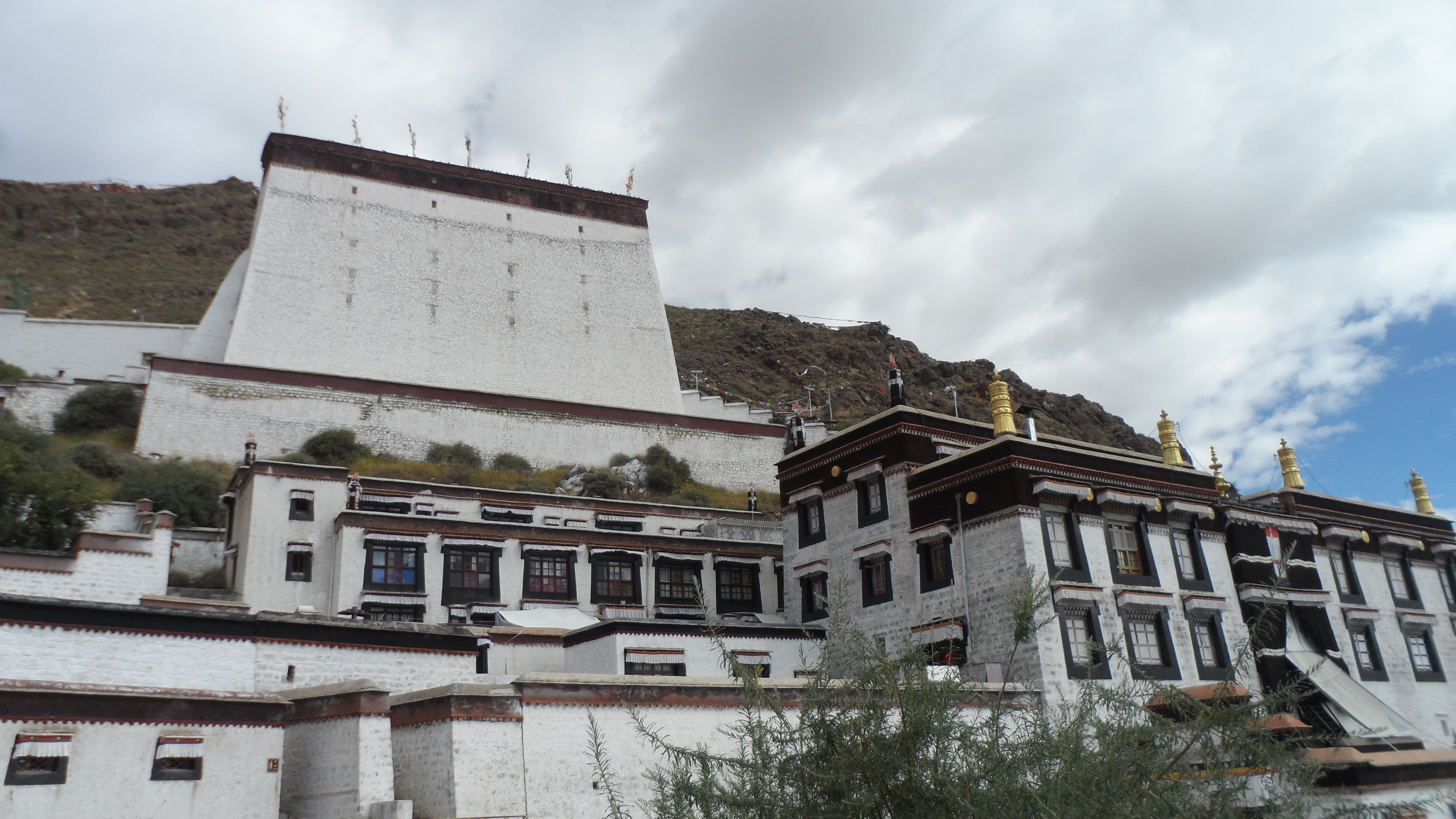
Gros plan en octobre 2019.
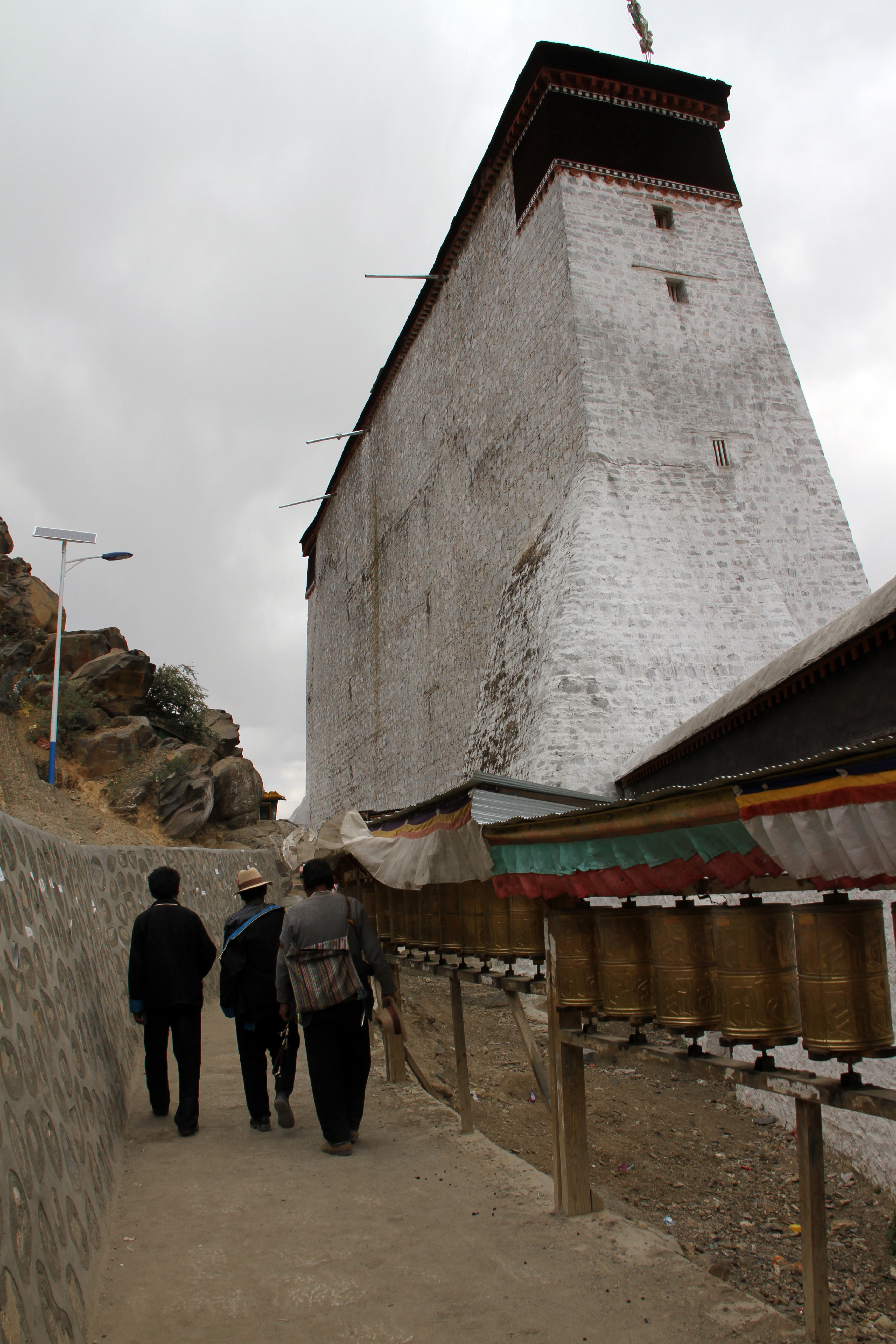
Arrière du mur depuis le chemin du parikrama.

### Monastère de Riwo Dechen
Le monastère de Riwo Dechen, d'obédience kagyupa, sis à Qonggyai dans le Xian de Qonggyai, préfecture de Shannan, possède un grand mur à thangka géant,,. Il se situe dans la vallée des rois, où l'on trouve les tombes de personnalités de l'Empire tibétain. Le monastère conserve un grand thangka de Maitreya, le Bouddha à venir.

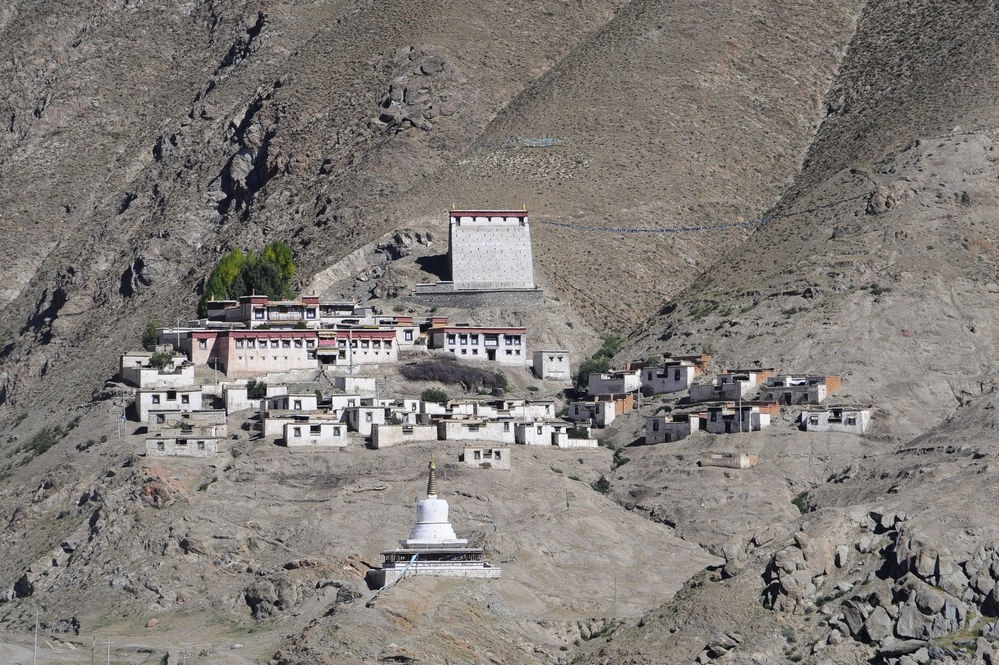
Le monastère à flanc de colline avec son mur à thangka se dressant en amont (2008).
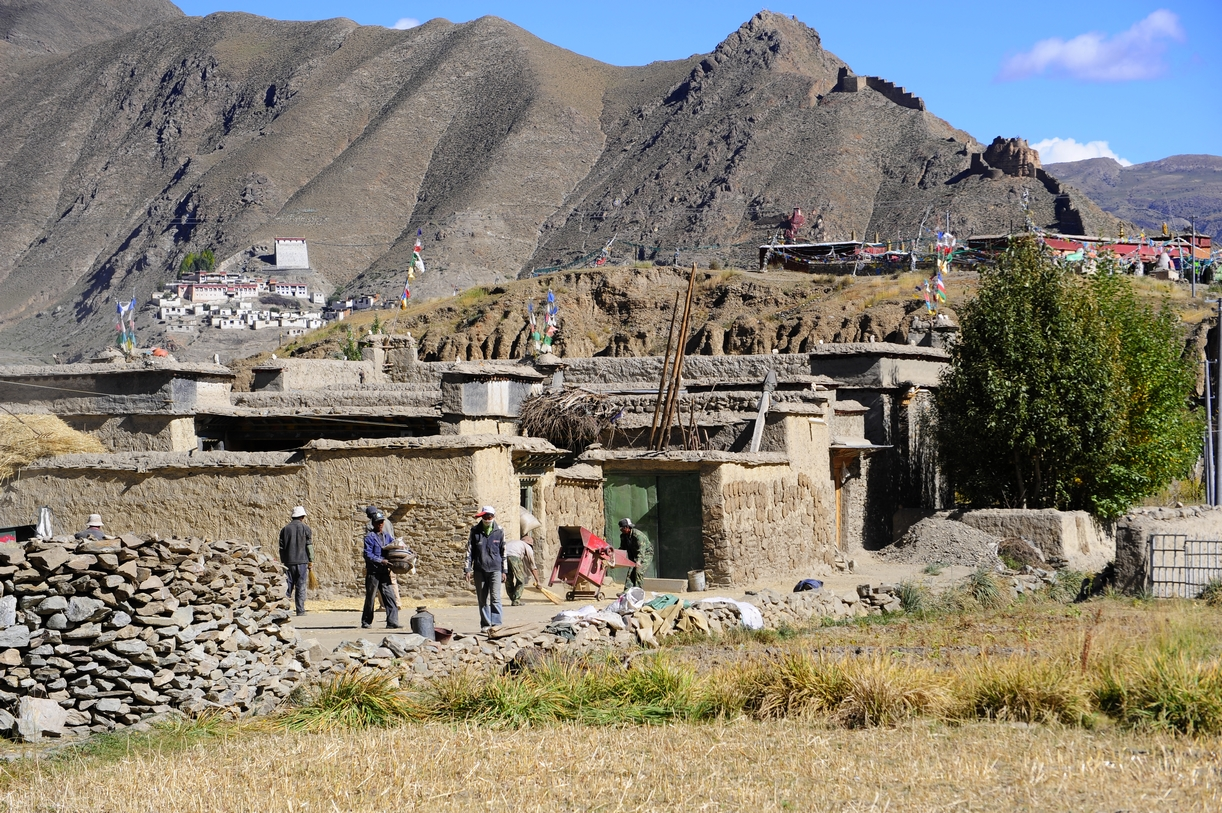
Le mur à thangka vu depuis un village éloigné.